# Moldeo por transferencia
El moldeo por transferencia es un proceso de moldeo de piezas de material compuesto (fibra con resina), desarrollado a partir del moldeo por inyección de resina en un molde cerrado que contiene la preforma de la fibra.
Permite conseguir unas piezas finales con muy buenas propiedades estructurales debido a que es capaz de obtener, si se realiza correctamente el proceso, unos volúmenes de fibra muy elevados (mayores del 70 %) con un volumen de poros (posibles orígenes de grietas y pérdidas de propiedades) muy pequeño (menor al 1 %).

## Elementos del proceso
Preforma: está formada por la fibra que es la encargada de dar la forma de la pieza final que posteriormente se introducirá en el molde. Es la responsable del volumen de fibra.
Molde: generalmente de material metálico donde se va a producir la mezcla de la resina con la preforma. El molde se sella tras introducción de la preforma, siendo fundamental un buen vacío para así conseguir el buen llenado sin poros de la resina. Hay que tener en cuenta el posterior desmoldeo de la pieza para la fabricación del molde.
Resina: es inyectada a alta presión al molde. Se caracteriza por la viscosidad y el intervalo en el que ésta permanece en unos valores suficientes para permitir la fluencia por la preforma en el interior del molde y así conseguir el buen llenado (pot life). Es la responsable del volumen de poros.
Bomba de vacío: para conseguir el vacío en el molde.
Inyector de resina: para inyectar a alta presión (0.5-1 bar) la resina en el molde.

## Etapas del proceso
- Obtención de la preforma con las fibras. Si la geometría es complicada, para dar una rigidez inicial se pueden usar adhesivos que luego se eliminarán para facilitar la obtención de la geometría.
- Introducción de la preforma en el molde y posterior sellado del mismo dejando en vacío y asegurando que éste se mantendrá durante todo el proceso
- Inyección de la resina mediante las distintas entradas en el molde, dispuestas con el objetivo de conseguir un buen llenado y buena fluencia de la misma.
- Curado de la resina en el molde mediante un aumento de temperatura en el interior de una estufa o mediante calefactores en el propio molde.
- Desmoldeo de la pieza.

## Ventajas
Comparadas con otros procesos de obtención de materiales compuestos.
- Piezas con características estructurales; buena combinación de resistencia y rigidez.
- Permite conseguir geometrías de mayor espesor y mayor dificultad geométrica.
- Buena cadencia productiva.
- Menor número de piezas defectuosas.

## Inconvenientes
- Análisis previo a la fabricación del molde para posterior desmoldeo.
- Complejidad de obtención de preformas.
- Equipos de utillaje más complejos y caros.
- Estudio exhaustivo de propiedades de las resinas para conseguir el correcto llenado del molde que en general puede tener geometría compleja.

- Datos: Q5696526